# Damernas höga hopp i simhopp vid olympiska sommarspelen 2008
Damernas 10 meter höga hopp vid olympiska sommarspelen 2008 arrangerades mellan 20 och 21 augusti 2008 i Peking. Arenan var Beijing National Aquatics Center, mer känd som Vattenkuben.

## Medaljörer
| Event              | Guld             | Silver                | Brons         |
| 10 meter höga hopp | Chen Ruolin Kina | Émilie Heymans Kanada | Wang Xin Kina |

## Resultat
| Placering | Hoppare                         | Land           | Kval   | Kval      | Semifinal        | Semifinal        | Final            |
| Placering | Hoppare                         | Land           | Poäng  | Placering | Poäng            | Placering        | Poäng            |
| --------- | ------------------------------- | -------------- | ------ | --------- | ---------------- | ---------------- | ---------------- |
| 1         | Chen Ruolin                     | Kina           | 428,80 | 1         | 444,60           | 1                | 447,70           |
| 2         | Émilie Heymans                  | Kanada         | 403,85 | 3         | 374,10           | 4                | 437,05           |
| 3         | Wang Xin                        | Kina           | 420,30 | 2         | 388,55           | 3                | 429,90           |
| 4         | Paola Espinosa                  | Mexiko         | 343,60 | 7         | 400,75           | 2                | 380,95           |
| 5         | Tatiana Ortiz                   | Mexiko         | 345,70 | 6         | 349,50           | 5                | 343,60           |
| 6         | Melissa Wu                      | Australien     | 340,35 | 8         | 331,35           | 8                | 338,15           |
| 7         | Marie-Ève Marleau               | Kanada         | 296,50 | 17        | 335,25           | 7                | 332,10           |
| 8         | Tonia Couch                     | Storbritannien | 320,40 | 12        | 297,20           | 12               | 328,70           |
| 9         | Laura Wilkinson                 | USA            | 370,70 | 5         | 346,10           | 6                | 311,80           |
| 10        | Stacie Powell                   | Storbritannien | 313,90 | 14        | 301,75           | 11               | 303,50           |
| 11        | Mai Nakagawa                    | Japan          | 331,40 | 9         | 314,60           | 10               | 296,30           |
| 12        | Elina Eggers                    | Sverige        | 309,45 | 16        | 315,45           | 9                | 285,85           |
| 13        | Tania Cagnotto                  | Italien        | 328,30 | 11        | 296,60           | 13               | Gick inte vidare |
| 14        | Haley Ishimatsu                 | USA            | 329,00 | 10        | 292,95           | 14               | Gick inte vidare |
| 15        | Valentina Marocchi              | Italien        | 313,05 | 15        | 283,15           | 15               | Gick inte vidare |
| 16        | Kim Un-hyang                    | Nordkorea      | 316,20 | 13        | 267,00           | 16               | Gick inte vidare |
| 17        | Kim Jin-ok                      | Nordkorea      | 291,90 | 18        | 259,40           | 17               | Gick inte vidare |
| 18        | Alexandra Croak                 | Australien     | 383,75 | 4         | 250,30           | 18               | Gick inte vidare |
| 19        | Christin Steuer                 | Tyskland       | 290,80 | 19        | Gick inte vidare | Gick inte vidare | Gick inte vidare |
| 20        | Iuliia Prokopchuk               | Ukraina        | 290,40 | 20        | Gick inte vidare | Gick inte vidare | Gick inte vidare |
| 21        | Audrey Labeau                   | Frankrike      | 289,95 | 21        | Gick inte vidare | Gick inte vidare | Gick inte vidare |
| 22        | Anja Richter                    | Österrike      | 287,70 | 22        | Gick inte vidare | Gick inte vidare | Gick inte vidare |
| 23        | Juliana Veloso                  | Brasilien      | 283,75 | 23        | Gick inte vidare | Gick inte vidare | Gick inte vidare |
| 24        | Ramona Maria Ciobanu            | Rumänien       | 279,10 | 24        | Gick inte vidare | Gick inte vidare | Gick inte vidare |
| 25        | Claire Febvay                   | Frankrike      | 255,30 | 25        | Gick inte vidare | Gick inte vidare | Gick inte vidare |
| 26        | Eftychia Pappa-Papavasilopoulou | Grekland       | 252,00 | 26        | Gick inte vidare | Gick inte vidare | Gick inte vidare |
| 27        | Pandelela Rinong                | Malaysia       | 249,20 | 27        | Gick inte vidare | Gick inte vidare | Gick inte vidare |
| 28        | Natalia Goncharova              | Ryssland       | 240,45 | 28        | Gick inte vidare | Gick inte vidare | Gick inte vidare |
| 29        | Annett Gamm                     | Tyskland       | 234,30 | 29        | Gick inte vidare | Gick inte vidare | Gick inte vidare |